# 阿摩尼奥斯·赫尔米埃
阿摩尼奥斯·赫尔米埃（希臘語：Ἀμμώνιος ὁ Ἑρμείου）东罗马帝国时期希腊哲学家，新柏拉图主义者，罗马帝国雅典哲学家普罗克洛的学生，在亚历山大城任教多年。阿摩尼奥斯陨石坑以他的名字命名。